# Rozkład gamma
Rozkład gamma – ciągły rozkład prawdopodobieństwa, którego gęstość jest uogólnieniem rozkładu Erlanga na dziedzinę dodatnich liczb rzeczywistych. Rozkład gamma ze względu na klasyfikację Pearsona jest rozkładem typu 3.